# چاه مصدق
چاه مصدق یک منطقهٔ مسکونی در ایران است که در دهستان هرابرجان واقع شده‌است.